# Carl Friedrich Wilhelm Streib
Carl Friedrich Wilhelm Streib (* 31. Dezember 1822 in Coburg; † 9. Oktober 1888 ebenda), in der Literatur auch nur Wilhelm Streib, war ein deutscher Architekt und Baumeister in Diensten von Herzog Ernst II. von Sachsen-Coburg und Gotha.

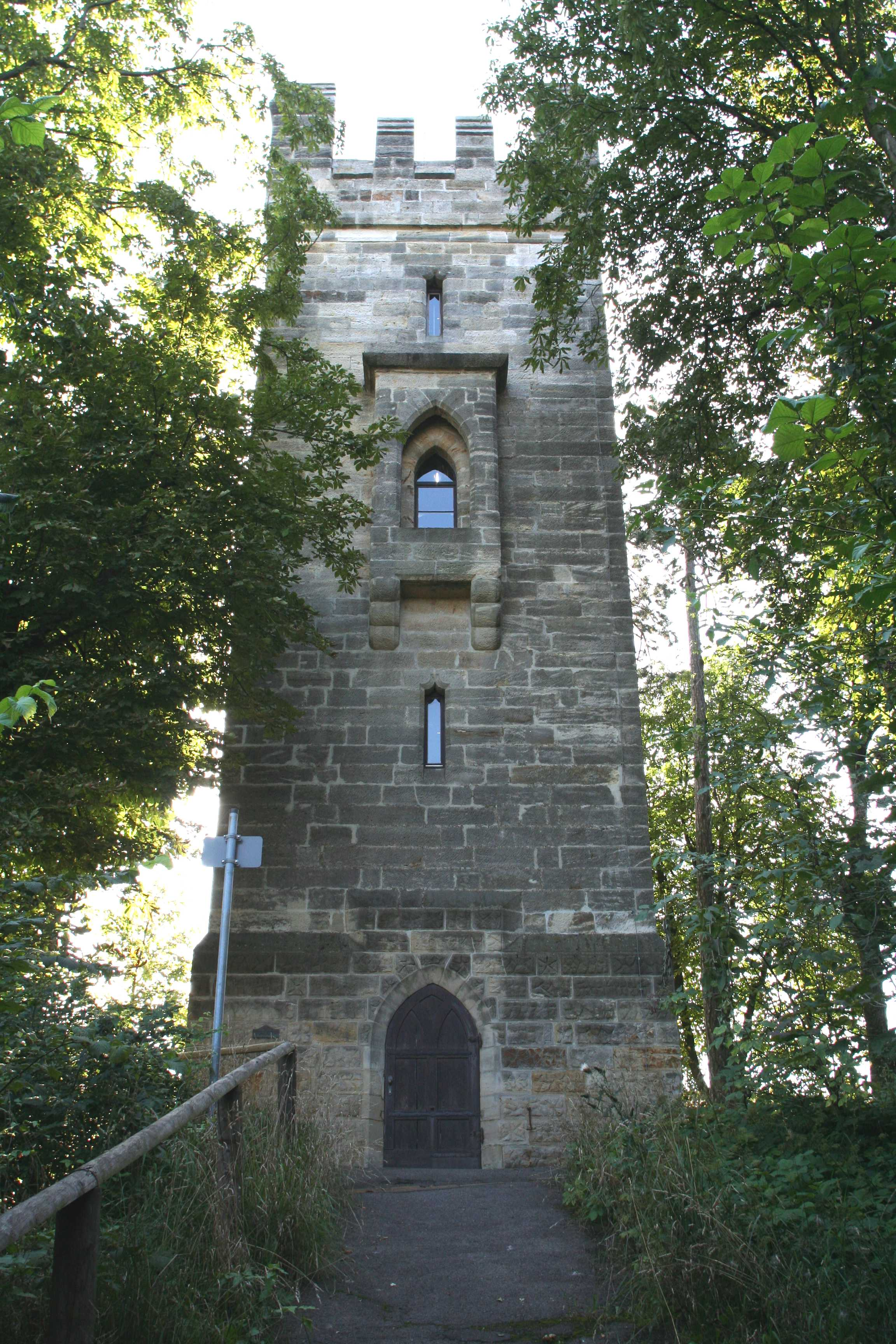
Eckardtsturm

## Leben und Wirken
Carl Friedrich Wilhelm Streib besuchte als ältester Sohn von Landesbaumeister Friedrich Streib das Gymnasium Casimirianum in Coburg und begann nach Abschluss der Schulausbildung 1841 ein Architekturstudium in Paris. Das Studium, das er 1845 abschloss, beinhaltete auch eine praktische Ausbildung an Pariser Kirchenbauten.

### Hofbaumeister
Durch Vermittlung seines Vaters wird Streib am 29. Juli 1845 beim herzoglichen Bauamt in Coburg als Assistent eingestellt. Er erhielt als ersten Auftrag, einen Bauplan zum Aufbau der abgebrannten Kirche in Neustadt bei Coburg anzufertigen. Bereits vier Monate später wurde er zum Bauconducteur befördert und im April 1847 als Leiter des Hofbauwesens vereidigt. Zu seinem Aufgabengebiet gehörten insgesamt 76 Bereiche, für die er verantwortlich zeichnete. Neben der Beobachtung des allgemeinen Erhaltungszustands von Gebäuden, Wegen, Brunnen und sonstigen Realitäten sowie der Lauterbrücken oblag Streib die Veranlassung von Reparaturen an sieben herzoglichen Schlössern, dem Marstall, der Schlosswache (heute Ehrenmal), dem 1945 zerstörten herrschaftlichen Palais vor dem Ketschentor und einer Reihe von Häusern, die von Angehörigen, Bedienten und sonstigen wohl gesehenen Personen des Hofs bewohnt wurden. Im August 1849 ernannte Herzog Ernst II. Wilhelm Streib zum Hofbaumeister.
Nun befasste er sich, neben den genannten Aufgaben, zusätzlich mit dem Wiederaufbau abgebrannter Kammergebäude in Oeslau und dem Wiederaufbau der einsturzgefährdeten Luther-Kapelle auf der Veste Coburg (1851). Bald nach dem Tod seines Vaters im April 1852 übertrug man zusätzlich dessen Aufgaben als Landbaumeister auf Wilhelm Streib. Im August desselben Jahres fertigte er auf Geheiß des Herzogs einen ersten Entwurf zum Bau einer künstlichen Ruine auf dem etwas südlich der Veste gelegenen Eckardtsberg, der aber von Ernst II. zunächst zurückgestellt wurde.
Trotz ständig gewachsener Aufgaben hielt sich Streibs Gehalt in sehr bescheidenen Grenzen. 1851 suchte er um eine Gehaltserhöhung nach, welche abgelehnt wurde. Er erhielt zusätzlich aber eine Chausseegeldfreikarte, damit er bei seinen Dienstreisen das anfallende Chausseegeld nicht weiter aus eigener Tasche bezahlen muss.

### Nebentätigkeiten
Immer auf der Suche nach einem Nebenverdienst gründete Wilhelm Streib 1857 den Gemeinnützigen Bauverein, der zwar die lobende Zustimmung des Herzogs erfuhr, aber wenig Bautätigkeit entwickelte. Es wurde lediglich ein Haus vor dem Ketschentor gebaut und einige Scheunen vom Judentor zum Pilgramsroth versetzt. Dem im Statut des Vereins gesetzten Ziel, Arbeiterhäuser zu bauen, standen ab spätestens 1860 die Aktivitäten des konkurrierenden Alexandrinen-Bauvereins unter dem Protektorat von Herzogin Alexandrine, der Gattin Ernst II., entgegen.

### Große Aufgaben
Zwischen 1851 und 1876 übertrug man Wilhelm Streib weitere Sonderaufgaben: Er fertigte 1851 Neubaupläne für die baufällige Bürglaßbrücke und entwarf die Fassade für die Reithalle am Schloßplatz. Ab 1860 leitete er die Arbeiten auf dem Ökonomiehof von Schloss Callenberg. Gleichzeitig plante und baute er das neue Landkrankenhaus an der Allee 7, das 1862 eingeweiht wurde. Dafür erhielt er zwar die Verdienstmedaille in Gold, aber wieder keine Gehaltszulage. Sie wurde ihm erst 1867 gewährt.

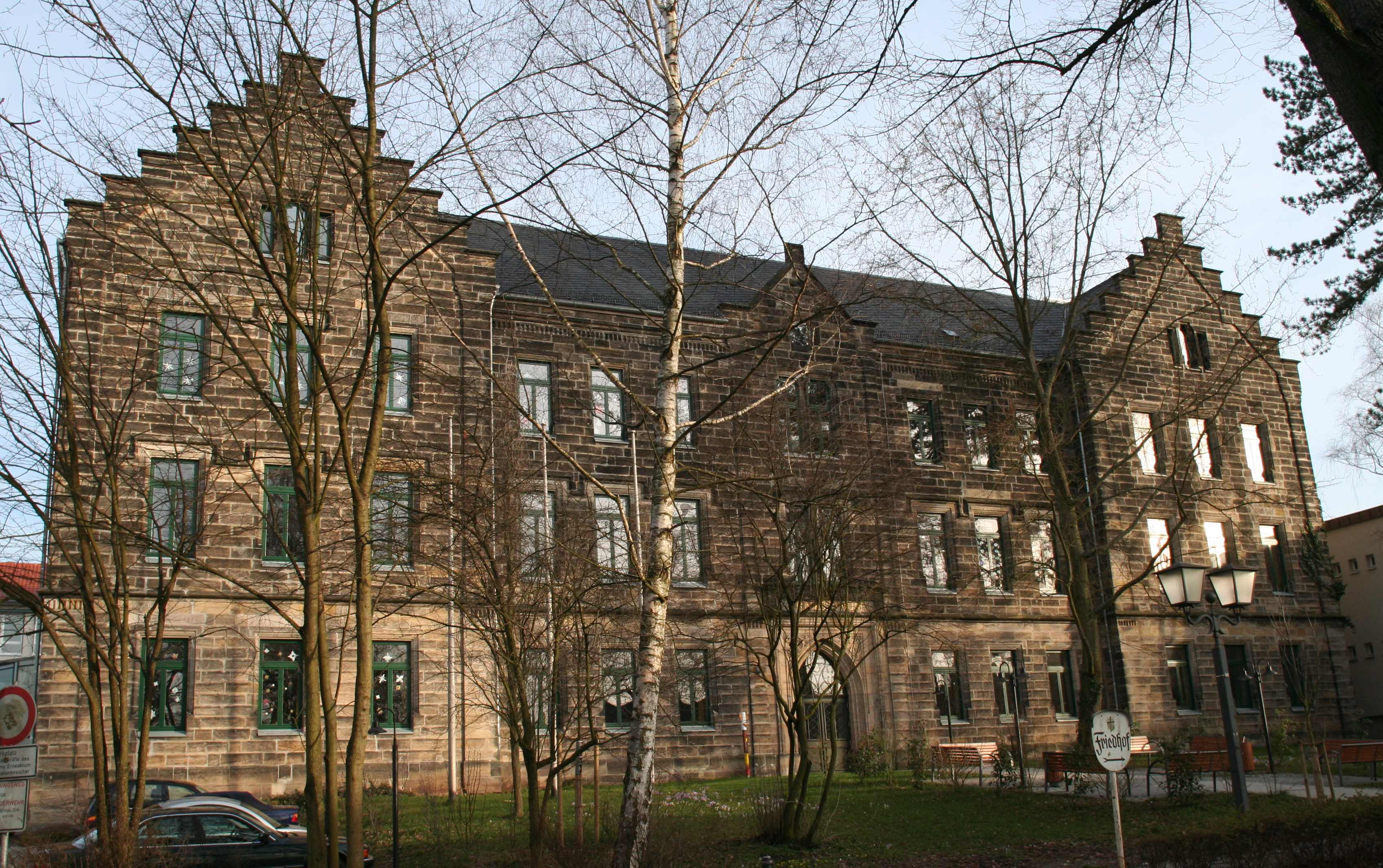
Ernestinum Coburg

1872/1873 konnten schließlich Streibs Pläne für einen Turm auf dem Eckardtsberg in vereinfachter Ausführung verwirklicht werden. Anschließend widmete er sich seinem größten Projekt, dem Bau der neuen Realschule auf dem Glockenberg. Am 19. Juli 1873 wurde der Grundstein gelegt und bereits 23 Monate später konnte die Schule ihren Lehrbetrieb aufnehmen.

### Lehrtätigkeit
Wilhelm Streibs Vater gründete 1814 das Friedrich Streibsche Institut für Baugewerbsleute in Coburg, einen Vorläufer der späteren Baugewerksschule und heutigen Hochschule. Schon 1839, also zwei Jahre vor seinem eigenen Schulabschluss, übernahm Wilhelm Streib Aufgaben an der Lehranstalt seines Vaters. 1851/1852 fertigte er die Entwürfe zum Ausbau des Instituts zur Baugewerksschule und wurde ab dem Semester 1856/1857 offiziell dort als Lehrer geführt. 1868 wurde ihm die Leitung der Schule übertragen, die er neben seinen beruflichen Aufgaben bis 1876 führte.

### Gothaer Zeit
1877 verlieh Herzog Ernst Wilhelm Streib in Anerkennung seiner Verdienste das Ritterkreuz II. Klasse des Sächsischen Ernestinischen Hausordens. Gleichzeitig wird er nach Gotha versetzt, um dort die Leitung der Schlosshauptmannschaft, die damalige Bezeichnung für Schlösserverwaltung, zu übernehmen.
In Gotha geriet er 1880 in eine Korruptionsaffäre beim Umbau des herzoglichen Privathauses. Es wurde ihm unterstellt, sich von einer Hallenser Firma 50 % Vergabeprovision habe auszahlen lassen. Der Herzog verlangte eine Untersuchung und übergab 1882 die Sache der Staatsanwaltschaft in Gotha. Letztlich wurde Streib vom Landgericht Gotha freigesprochen und auch die beantragte Revision beim Reichsgericht in Berlin wurde 1883 abgelehnt. Damit war zwar der Freispruch rechtskräftig, doch Streibs Reputation war dahin. Er reichte um seine Pensionierung ein, die ihm umgehend gewährt wurde.

## Veröffentlichungen
Gleich nach seiner Pensionierung wohnte Wilhelm Streib wieder in Coburg im Haus Festungsstraße 3 und ab 1887 im Haus Zinkenwehr 1. Er veröffentlichte Anfang 1888 seine aus mehreren Mappen bestehende lithographische Arbeit Das alte Coburg mit Zeichnungen und darauf bezogenen Beschreibungen.
Jacob Lindner, zur gleichen Zeit herzoglicher Bauinspektor in Coburg, bezichtigte Wilhelm Streib nach Erscheinen seines Werks des Plagiats. Lindner behauptete, Streib habe fünf Blätter bis auf einige Kleinigkeiten zum großen Teil genau nach seinen eigenen Zeichnungen abgefasst. Dieser Vorwurf konnte nicht mehr entkräftet werden, da Streib kurz darauf im Oktober 1888 starb.
Der Verleger Emil Rädlein teilte 1918 mit, dass die Sammlung der von Streib autographierten Blätter schon vollständig vergriffen und eine Neuauflage unmöglich sei.

## Bauwerke
Streibs Bauwerke prägen bis heute das Coburger Stadtbild und zählen zu den denkmalgeschützten Bauten der Stadt. In Coburg wurden folgende Bauten durch Wilhelm Streib geplant und ausgeführt:
- Allee 7
- Am Hofbräuhaus 2 (eigenes Wohnhaus)
- Falkeneggstraße 10 (Schloss Falkenegg)
- Goethestraße 1
- Herrngasse 5
- Ketschengasse 54
- Spitalgasse 12 (das abgebrochene Haus mit den Atlanten)
- Zinnenmauer in der Unteren Anlage

- Bärenturm (Anbauten)
- Untere Realschulstraße 2 (Ernestinum)
- Zinnenmauer in der Allee
- Hofgarten
- Eckardtsberg 15a (Eckardtsturm)
- Hinterer Glockenberg (Friedhof)
- Denkmal Ernst I auf dem Schlossplatz (Sockel und Rondell)